# 王世琛
王世琛（1680年—1729年），字寶傳，號艮甫，江南蘇州府長洲縣人，清朝政治人物。

## 生平
王鏊八世孫，王禹聲玄孫。父王銓，字東發，號耳溪，官至禮部給事中，書法、繪畫均極精妙。母顧氏。王世琛生於康熙十九年（1680年），康熙五十一年（1712年）壬辰科狀元，授翰林院修撰，雍正四年（1726年）任山東學政，官至詹事府少詹事。能繪畫，因不署名，少為人知，李玉素說：「文人之筆，無雕飾痕」。雍正七年（1729年）卒。著有《橋巢小稿》。